# Sage (Marvel Comics)
Sage, il cui vero nome è Tessa, è un personaggio dei fumetti creato da Chris Claremont (testi) e John Byrne (disegni), pubblicato dalla Marvel Comics. Apparsa per la prima volta sulle pagine di Uncanny X-Men n. 132 (aprile 1980), Sage fu inizialmente presentata come l'assistente personale di Sebastian Shaw ma successivamente si scoprì che era stata una dei primi mutanti scoperti da Xavier. Invece di entrare a far parte della prima squadra di X-Men, fu inviata a come spia tra i membri del Club infernale.

## Biografia del personaggio

### Origini
Poco si sa di Tessa, a parte il fatto che durante la sua adolescenza visse da sola in un villaggio dei Balcani cercando di venir fuori dal conflitto tra ribelli e forze governative che era in corso in quella zona, e che successivamente fece parte di un harem per motivi sconosciuti. Un giorno, sentendosi chiamata si recò presso una caverna nelle vicinanze delle montagne di Hindu Kush dove trovò intrappolato Charles Xavier sotto una pila di detriti con entrambe le gambe fratturate, conseguenza dello scontro con l'alieno Lucifer. Tessa aiutò l'uomo gravemente ferito e, mentre tentavano di raggiungere un ospedale, incontrarono un convoglio delle Nazioni Unite i cui membri erano stati in parte uccisi e in parte violentati. Provando rabbia verso coloro che avevano perpetrato tali atti, Tessa si vendicò tanto brutalmente che i sensi di colpa non l'abbandonarono per anni.

### Club infernale
Anni dopo incontrò nuovamente Xavier al tempo in cui questi stava reclutando i primi mutanti per formare gli X-Men. Dopo averla convinta ad unirsi a lui, la addestrò ed inviò come spia all'interno del Club infernale per avere notizie su Sebastian Shaw. Lì Tessa incontrò Psylocke, Jean Grey ed Emma Frost, che a quel tempo era Regina Bianca. Mentre fu in grado di scoraggiare la prima dell'indagare sul Club, non fu capace di prevenire la corruzione di Fenice in Fenice Nera e la sua annessione al club come Regina Nera. Nel periodo trascorso all'interno del Club, Sebastian Shaw ed Emma Frost erano soliti invitare ricchi magnati a giocare a poker e rubare i loro patrimoni. Elias Bogan, membro non in vista del Club, telepate dal grande patrimonio economico fu invitato ad una di queste partite. La posta in gioco era semplice: se Shaw avesse perso, Emma sarebbe appartenuta a Bogan; mentre se fosse stato questi a perdere la sua intera fortuna sarebbe passata nelle mani di Shaw. Sfruttando le sue facoltà Tessa fece in modo che Shaw vincesse la partita. Non avendo mai perso prima, Bogan suppose che la colpa fosse dell'assistente di Shaw e giurò di vendicarsi. Quando insieme a Xavier fu rapita da Donald Pierce, non si capì se l'atteggiamento di Xavier verso di lei fosse atto a non far cadere la sua copertura o se davvero credesse di aver perso la sua agente; tuttavia, entrambi furono infine soccorsi dai Nuovi Mutanti e Sage prese in custodia Pierce. Il successivo incontro di Sage con gli studenti di Xavier avvenne quando gli X-Men e il Club infernale erano alla ricerca di Rachel Summers, dopo che questa aveva tentato di uccidere Selene, la nuova Regina Nera. Nel mezzo del combattimento giunse inaspettato Nimrod, sentinella del futuro, con il compito di uccidere tutti i mutanti. Uniti, i due gruppi riuscirono dopo un estenuante combattimento a danneggiarlo gravemente, mettendolo in fuga. Quando Magneto divenne membro del Club riuscì ad acquisire sempre più potere al suo interno e, dopo la supposta morte degli X-Men nella minisaga La Caduta dei Mutanti, le tensioni fra il signore del magnetismo e Sebastian Shaw crebbero fino a che Magneto non lo fece espellere. Successivamente, quando Shinobi Shaw sembrò aver ucciso il padre ed Emma Frost cadde in coma Sage rimase a lavorare nel Club come assistente di Shinobi cominciando ad usare più apertamente le sue abilità telepatiche. Tornato, Sebastian richiamò Sage al suo servizio ed assieme a Selene e Madelyne Pryor cercò di riconquistare la posizione all'interno del Club. Sospettando di Madelyne, Sage entrò nella sua mente mentre questa stava dormendo risvegliando ricordi della sua tragica vita con gli X-Men. La violazione della mente, svegliò Madelyne che decise di non uccidere Sage per le inutili complicazioni che avrebbe comportato, tuttavia le cancellò il ricordo di ciò che aveva scoperto. Sebbene fossero passati diversi anni dal loro ultimo incontro, Bogan rapì Sage e la dominò mentalmente offrendosi di restituirla a Shaw in cambio di tutti i suoi possedimenti: questi rifiutò ed escluse Sage dalla propria vita e dal Club. Rimasta sola, Tessa venne salvata da Tempesta e grata agli X-Men, decise di rimanere con loro. Nel timore di essere nuovamente controllata mentalmente incanalò tutte le sue abilità telepatiche per creare un impenetrabile scudo psichico.

### X-Treme X-Men
Venuti a conoscenza dell'esistenza dei diari profetici di Destiny Adler in cui era scritto il destino dell'umanità, Tempesta ed un nuovo gruppo di X-Men formato da Alfiere, Psylocke, Bestia, Thunderbird III, Rogue decisero di allontanarsi dall'istutituto con lo scopo di ritrovarli in modo che non cadessero nelle mani sbagliate. Mentre l'X-Treme team fece uso frequentemente della mutazione “cibernetica” di Tessa per essere sempre in contatto fra loro, il suo potere di attivazione e sviluppo della mutazione altrui fu utilizzato per la prima volta su Bestia; per salvargli la vita lo fece evolvere ad un livello superiore e più felino. Durante questo periodo sviluppò una forte amicizia con Alfiere che li portò molto spesso a risolvere casi insieme, tanto che furono chiamati allo Xavier Institute per risolvere il giallo della morte di Emma Frost.

### New Excalibur
Per motivi sconosciuti Sage lasciò Sunspot nella posizione di Lord Imperiale a comando del Club infernale e giunse in Inghilterra per dare man forte alla nuova Excalibur formata da Pete Wisdom, Fenomeno, Nocturne, Dazzler e guidata da Capitan Bretagna. Il gruppo riuscì a salvare Camelot, tornando indietro nel tempo, dalla sua prematura distruzione e mentre le sue abilità informatiche furono di grande supporto per le missioni del team, il suo buon cuore divenne essenziale nel recupero di salute di Nocturne dopo l'infarto. Quando il misterioso Albion mostrò l'intenzione di conquistare la Gran Bretagna, Sage ideò l'identità di Diana Fox, completamente devota alla causa del nuovo nemico ed entrò tra le sue file. Dopo aver provato la sua lealtà le fu dato un costume che amplificasse la sua devozione, grazie al quale la personalità di Diana prese il sopravvento, ed assunse il nome-in-codice di Britannia; durante le varie missioni si scontrò parecchie volte con Lionheart e collaborò al ritrovamento di un congegno capace di spegnere qualsiasi fonte energetica sul territorio inglese. Solo un confronto diretto con i membri di Excalibur portò Sage a riprendere il controllo del proprio corpo relegando Diana in un angolo della mente e sconfiggere Albion ed il suo esercito.

### Exiles
Durante la festa in onore di Excalibur per aver salvato la nazione, Psylocke ora membro degli Exiles, ritornò su Terra-616 per informare il fratello del suo ritorno alla vita, tuttavia l'entrata in scena della nuova nemica Rouge-Mort interruppe l'atmosfera e diede il via ad un nuovo combattimento spostatosi poi sulle sponde del Multiverso e combattuto fra Excalibur ed Exiles da un lato e Merlino e Furia dall'altro. Per fronteggiare la minaccia il team unì le forze con il Corpo dei Capitan Bretagna e Roma, che fu uccisa da Merlino prima della fine della battaglia riuscendo però a trasferire la sua enorme conoscenza nella mente di Sage, mandandola in saturazione cosa che le provocò numerose allucinazione e la riemersione della personalità di Diana. Timorosa di ciò che sarebbe potuto succedere se sulla terra qualcuno avesse potuto disporre di queste informazioni, Sage decise di unirsi agli Exiles sciogliendo Excalibur.
A differenza degli altri membri Sage decise di rimanere volontariamente all'interno del Palazzo di Cristallo per affrontare i propri fantasmi, compresa Diana. Collaborò con Cat, versione alternativa di Shadowcat, per comprendere il perché della morte di intere dimensioni e come fermarle e durante una delle loro sessioni mandò via la ragazza per poter approcciarsi al problema da un'altra prospettiva. Tuttavia fu interrotta da Diana con la quale ingaggiò un combattimento al quale presero parte i fantasmi delle conoscenze di Roma e un redivivo Merlino ansioso di prendersi la propria rivincita. Le due donne, sopraffatte dai nemici, misero da parte la rivalità e li fronteggiarono comunemente fino a quando Diana decise di sacrificarsi per rendere di nuovo integra Tessa e premetterle di sconfiggere sia Merlino che gli altri. Dopo la battaglia, seguendo l'istinto Sage decise di fondersi con il nucleo del Palazzo fermando la distruzione dell'Omniverso e stabilizzandolo. Alla chiusura di New Exiles, Sage e Psylocke decidono di rimanere con gli Exiles e portare avanti la loro missione di protettori del creato.

## Poteri e abilità
La mutazione di Sage consiste nell'avvertire il potenziale mutante negli altri, attivarlo nelle dovute circostanze e far avanzare allo stadio successivo la mutazione, essa le garantisce anche una mente computerizzata. Possiede una memoria perfetta che le permette di ricordare qualsiasi cosa abbia visto o sentito; elabora dati molto più velocemente di qualsiasi super computer ed utilizza quest'abilità informatica per analizzare e catalogare i mutanti e i loro geni. Possiede anche abilità telepatiche che le permettono di collegarsi a chiunque e fare il download di tutti i suoi pensieri, ricordi ed esperienze. Tuttavia queste abilità non sono più in uso perché convogliate a formare scudi telepatici che la rendono immune ai controlli e alle sonde psichiche.
Dovute ai suoi poteri, come alle sue esperienze di crescita in tempo e luogo di guerra, le abilità di combattente di Sage sono ottime quasi a livello di quelle di Wolverine. Osservando nell'avversario tutte le caratteristiche combattive che lo contraddistinguono è capace di elaborare e mettere in pratica una perfetta controffensiva. Utilizza un paio di occhiali cibernetici che le permettono di collegarsi a vari computer ed al suo data network ed è esperta nell'uso di molte armi da fuoco, di cui fa spesso uso.

## Altre versioni

### X-Men: The End
Nel futuro alternativo di X-Men: The End, Sage è ricercata dalla XSE composta da X-23, M e Uomo Ghiaccio. I tre riescono a rintracciarla ad Hong Kong dove la catturano per portarla alla sede americana. Il motivo di questa sua fuga è da deputarsi al suo progetto di raccolta delle informazioni da ogni mente umana per creare un archivio.

## Altri media

### Televisione
Sage compare in:
- The Gifted (2017), interpretata da Hayley Lovitt.